# Pilodeudorix ula
Pilodeudorix ula is een vlinder uit de familie van de Lycaenidae. De wetenschappelijke naam van de soort is voor het eerst gepubliceerd in 1895 door Ferdinand Karsch.
De soort komt voor in de primaire regenwouden van Nigeria, Kameroen,  Gabon, Congo-Brazzaville, Centraal Afrikaanse Republiek, Congo-Kinshasa en Oeganda.